# Vufflens-le-Château
Vufflens-le-Château är en ort och kommun i distriktet Morges i kantonen Vaud, Schweiz. Kommunen har 882 invånare (2023).
I kommunen ligger Vufflens slott.